# Mircea Rusu (politician)
Mircea Rusu (n. 1950, Gura Camencii, raionul Florești) este un politician și om de afaceri din Republica Moldova, deputat în Parlamentul Republicii Moldova între 1990 și 1994.
Este unul din cei 278 de semnatari ai Declarației de Independență a Republicii Moldova.

## Biografie
A absolvit Institutul Politehnic din Chișinău. A lucrat la "Moldhidromașina", apoi șef de secție la comitetul raional al PCM Octombrie și secretar al comitetului raional Nistrean al PCM din Chișinău, în aparatul CC al Partidului Comunist al Moldovei și director al uzinei "Moldhidromașina" din Chișinău. În anul 1993, a fondat Partidul Liberal din Moldova (PLM; a nu se confunda cu actualul Partid Liberal), care ulterior a fuzionat în Partidul Național Liberal, în fruntea căruia a fost pînă în 2001.

## Distincții și decorații
- Ordinul Republicii (2012)[1]
- Medalia „Meritul Civic” (1996)[2]